# Роблес Годой, Армандо
Арма́ндо Ро́блес Годо́й (исп. Armando Robles Godoy; 7 февраля 1923, Нью-Йорк, Нью-Йорк, США — 10 августа 2010, Лима, Перу) — перуанский писатель, режиссёр театра, кино и телевидения, сценарист, актёр, монтажёр, критик и педагог. Сын композитора Даниэля Аломиа Роблеса, брат кинооператора Марио Роблеса Годоя.

## Биография
Окончил факультет науки и литературы Университета Сан-Маркос. Автор рассказов, романов («Двенадцать долин в небе», «Свой узел» и другие). C середины 1950-х годов писал пьесы и ставил их в театре Лимы. В 1962—1963 годах вёл раздел кинокритики в газете «La Prensa». В 1965 году дебютирует документальным фильмом («Ты заработаешь на хлеб»), а уже в 1967 году снимает художественную картину «В сельве нет звёзд». Владелец собственной киностудии «Уаскаран». С середины 1970-х годов — на телевидении. Преподавал в школе кинематографии. В 1995—2003 годах был колумнистом в еженедельнике «El Comercio».
Член жюри VII Московского международного кинофестиваля.

## Избранная фильмография

### Режиссёр
- 1965 — Ты заработаешь на хлеб / Ganarás el pan (д/ф, с В. Радовичем)
- 1967 — В сельве нет звёзд / En la selva no hay estrellas
- 1970 — Зелёная стена / La muralla verde (по мотивам автобиографической повести)
- 1971 —  / An mar tule (к/м)
- 1972 — Тупак Амару[1] / Túpac Amaru
- 1972 — Мираж / Espejismo
- 1977 — Новые пришельцы /
- 1987 — Соната одиночества / Sonata soledad
- 2000 — Невозможная любовь / Imposible amor

### Сценарист
- 1967 — В сельве нет звёзд / En la selva no hay estrellas (по собственному рассказу; издан на русском в серии «Иностранка»)
- 1971 —  / An mar tule (к/м)
- 1972 — Мираж / Espejismo
- 1987 — Соната одиночества / Sonata soledad
- 2000 — Невозможная любовь / Imposible amor

### Актёр
- 1987 — Соната одиночества / Sonata soledad
- 2000 — Невозможная любовь / Imposible amor

### Монтажёр
- 1987 — Соната одиночества / Sonata soledad
- 2000 — Невозможная любовь / Imposible amor

## Награды
- 1967 — Золотой приз Пятого Московского международного кинофестиваля за лучшее произведение развивающейся кинематографии («В сельве нет звезд»)
- 1967 — номинация на Главный приз Пятого Московского международного кинофестиваля («В сельве нет звезд»)
- 1969 — премия международного кинофестиваля в Карловых Варах («Зелёная стена»)
- 1973 — номинация на премию «Золотой глобус» за лучший фильм на иностранном языке («Мираж»)

## Сочинения
- Veinte casas en el cielo
- El amor está cansado
- La muralla verde y otras historias
- Un hombre flaco bajo la lluvia
- 12 cuentos de soledad